# Araneus cungei
Araneus cungei là một loài nhện trong họ Araneidae.
Loài này thuộc chi Araneus. Araneus cungei được miêu tả năm 1974 bởi Bakhvalov.